# وحوش الميناء (فلم)
وحوش الميناء هو فيلم جريمة مصري من إخراج نيازي مصطفى وبطولة فريد شوقي، بوسي، فاروق الفيشاوي، أحمد بدير، جميل راتب، صلاح نظمي، فاتن فريد  ويوسف فوزي.

## نبذه
يتعاون الصول (خميس) مع ابنه العريف (سلامة) في مراقبة أفراد عصابة الدمنهوري تاجر المخدرات للقبض عليهم متلبسين، بتشجيع من رجل الأعمال الثري (درويش) الذي يدفع (فاطمة) كي تتزوج من خميس وتريد الانتقام لمقتل والدها (عتريس) الذي قتل في إحدى المطاردات للمهربين منذ عدة سنوات، وبالفعل فإن (فاطمة) تنقل أخبار زوجها إلى أفراد العصابة.

## طاقم العمل
- فريد شوقي بدور الصول خميس
- بوسي بدور فاطمة
- فاروق الفيشاوي بدور سلامة
- أحمد بدير بدور سلطان
- جميل راتب بدور درويش
- صلاح نظمي بدور رضوان
- فاتن فريد بدور دنيا
- يوسف فوزي بدور العقيد

## وصلات خارجية
- مقالات تستعمل روابط فنية بلا صلة مع ويكي بيانات